# TNA Lockdown (2011)
 (octobre 2024).
Si vous disposez d'ouvrages ou d'articles de référence ou si vous connaissez des sites web de qualité traitant du thème abordé ici, merci de compléter l'article en donnant les références utiles à sa vérifiabilité et en les liant à la section « Notes et références ».
Lockdown est un pay-per-view de catch organisé par la fédération Total Nonstop Action Wrestling. Il s'est déroulé le 17 avril 2011 dans l'U.S. Bank Arena, à Ohio. Il s'agit de la septième édition de Lockdown.

## Contexte
Les spectacles de la Total Nonstop Action Wrestling en paiement à la séance sont constitués de matchs aux résultats prédéterminés par les scénaristes de la TNA. Ces rencontres sont justifiées par des storylines - une rivalité avec un catcheur, la plupart du temps - ou par des qualifications survenues dans les émissions de la TNA telles que TNA Xplosion et TNA Impact!. Tous les catcheurs possèdent un gimmick, c'est-à-dire qu'ils incarnent un personnage face (gentil), heel (méchant) ou tweener (neutre, apprécié du public), qui évolue au fil des rencontres. Un pay-per-view comme Lockdown est donc un évènement tournant pour les différentes storylines en cours.
Tous les matchs de ce pay-per-view se déroulent dans une cage appelée Lockdown Cage Match. Depuis Lockdown 2007, chaque année, un Lethal Lockdown Match est organisé. Il s'agit d'un match opposant deux équipes et se déroulant dans une cage à toit ouvert. Le match débute une fois que les deux premiers participants entrent dans la cage, les autres les rejoignent au fil du temps. Une fois tous les participants dans le ring, le toit de la cage, auquel sont accrochés divers objets et armes, se referme. La victoire peut s'obtenir à n'importe quel moment, par tombé ou soumission de n'importe quel catcheur sur un membre de l'équipe adverse.

### Matches et résultats

#### Madison Rayne vs Mickie James pour le Championnat des Knockouts

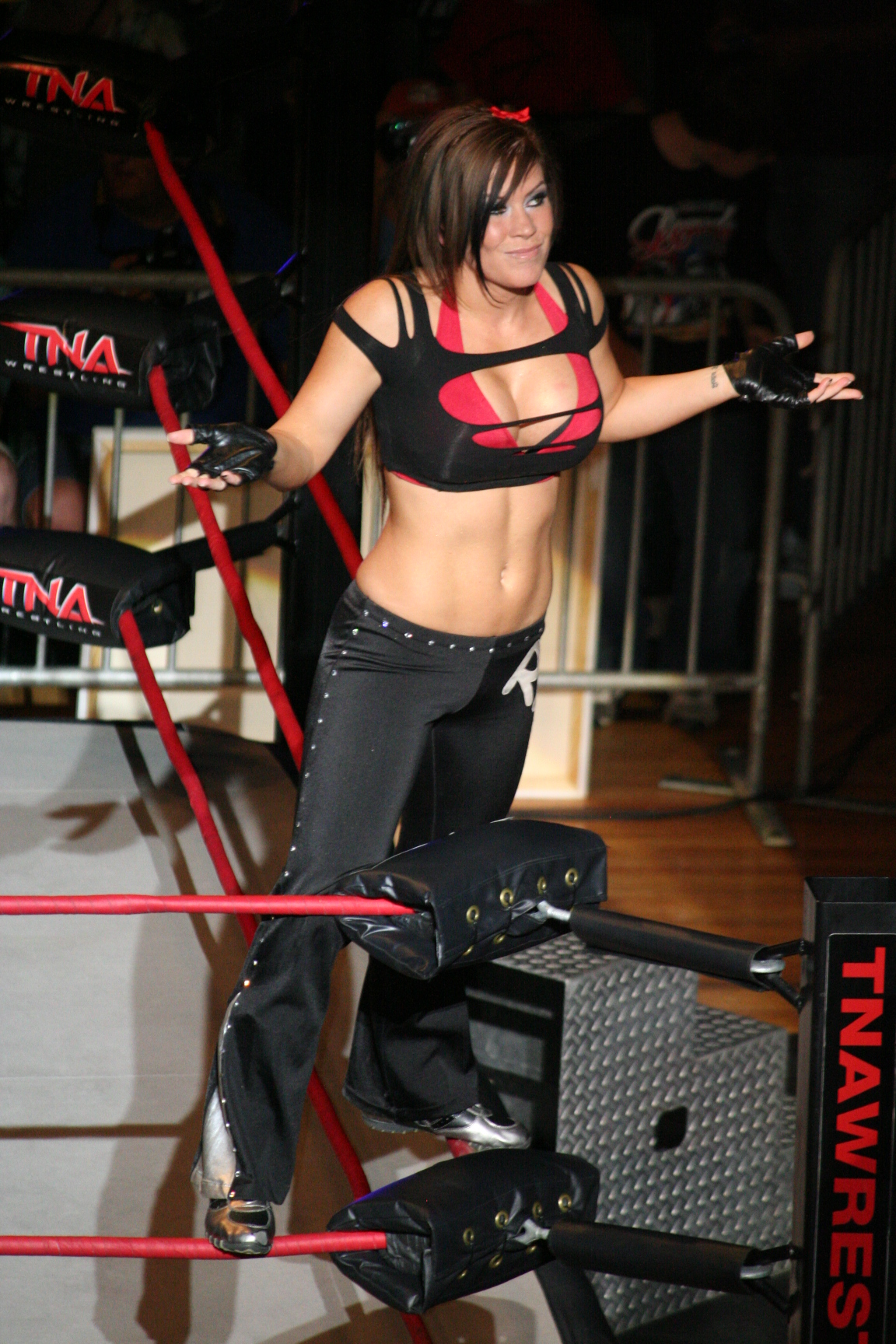

La rivalité entre Madison Rayne et Mickie James a commencé à Bound for Glory 2010 où Madison a attaqué Mickie James alors qu'elle voulait la séparer de Tara vu qu'elle était arbitre. Madison, n'a de cesse d'humilier Mickie James comme dans le match qui opposé Tara à Mickie James où elle l'a attaquée dans le dos. Lors de Genesis 2011, Madison Rayne conserve son titre face à Mickie James grâce à Tara qui est intervenu donc la Hardcore girl aura eu Re-match à Against All Odds 2011 qu'elle a aussi perdu avec une intervention de Tara. Depuis plusieurs semaines Madison Rayne a lancé un défi ouvert à toutes les TNA Knockout de la Terre et a gagné tous ses matches (face à Angelina Love, Mickie James, O.D.B, Roxxi et Alissa Flash) grâce à Tara mais Mickie James lui a dit le 17 mars d'agir comme une championne et prouvé à tout le monde qu'elle peut battre Mickie sans Tara. Madison accepte à une condition, que Mickie James mette sa chevelure en jeu vs le TNA Women's Knockout Championship à Lockdown 2011 dans un match en cage.

#### Jeff Jarrett vs Kurt Angle
Jeff Jarrett a ramené Kurt Angle à la TNA en 2005 et depuis ils ont une rivalité par rapport à l'ex-femme de Kurt Angle et la femme de Jeff Jarrett, Karen Jarrett. Depuis le retour de Kurt Angle à la TNA, Jeff Jarrett se ramène toujours avec Karen Jarrett et le nargue. Lors de l'émission hebdomadaire d'iMPACT! Kurt et Jeff ont conclu un marché, si Kurt Angle gagne, il aura la garde exclusive de ses enfants avec Karen mais si Jeff Jarrett gagne, il se mariera une nouvelle fois avec Karen mais Jeff Jarrett a gagné et donc il se marie lors d’Impact le 3.3.11 avec Karen et Kurt Angle devait accompagner la mariée sur le ring pour les Fiançailles mais au lieu de ca, il lui a mis la tête dans le gâteau de mariage car elle l’a attaqué. Peu après il y a eu une nouvelle fois les Fiançailles, Angle a respecté son contrat mais Kurt Angle a sorti une  hache et a tout détruit à la fin des fiançailles et Jeff Jarrett a dit qu’il l’affronterait à Lockdown sans triche cette fois-ci car ils seront en cage.

### Fortune vs Immortal dans un Lethal Lockdown

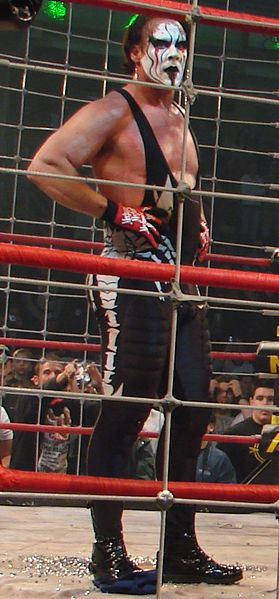
Sting à Lockdown (2009)

La rivalité entre Fortune et les Immortal a débuté lors de l'épisode D'Impact du 2 février ou là-bas, les Beer Money, Inc, Kazarian et AJ Styles ont fait un face turn et ont attaqué les Immortals qui était en train de détruire Mr Anderson. Deux semaines après Ric Flair fait son retour et partage le même avis qui le Fortune jusqu'à ce qu'il les trahit plus tard dans la soirée en tenant le pied de AJ Styles quand il allait s'envoler. À Fayetteville le 10 mars 2011, il a affronté Ric Flair et Matt Hardy dans un match handicap sans disqualification et depuis ce moment Brother Ray et Abyss se sont alliés avec Ric Flair et Matt Hardy et n'arrête pas d'attaquer Fortune, Brother Ray a effectué une Powerbomb sur AJ Styles le 17 mars et depuis il n'est pas revenu mais l'ange déchu "Christopher Daniels" le remplace et un match entre les deux équipes a été organisé.

### Sting vs Mr.Anderson vs Rob Van Dan pour le championnat du monde de la TNA
Mr Anderson ayant pris le titre à Jeff Hardy à Genesis (2011), Jeff Hardy le lui a repris dans un Ladder match à Against All Odds (2011). Depuis Mr Anderson n'a pas eu son re-match et se plaint. Mais le 3 mars à Fayetteville lors D'Impact!, L'icon Sting fait son retour et récupère le TNA World Heavyweight Championship au profit de Jeff Hardy. À Victory Road (2011), Rob Van Dam affrontait Mr Anderson pour être Challenger no 1 mais le match s'est fini sans succès et Hardy n'a pas récupéré le titre face à Sting donc lors de TNA Impact!, il a été exclu des Immotals et RVD a affronté une nouvelle fois Anderson et a gagné par double décompte sauf qu'Anderson n'a pas eu son re-match donc Hulk Hogan et Eric Bischoff ont organisé un match à trois voies à Lockdown dans une cage qui les opposera.

## Matches de la soirée
| #          | Matches | Stipulations                                                                        | Temps |
| ---------- | --- | ----------------------------------------------------------------------------------- | ----- |
| Dark Match | Brother Devon défait Anarquia | Steel Cage match                                                                    | 2:30  |
| 1          | Max Buck défait Amazing Red, Brian Kendrick, Chris Sabin, Jay Lethal, Jeremy Buck, Robbie E et Suicide                                                   | Xscape match en Lockdown Cage Match                                                 | 13:33 |
| 2          | Ink Inc. (Jesse Neal and Shannon Moore) défont The British Invasion (Douglas Williams et Magnus), Crimson & Scott Steiner et Eric Young & Orlando Jordan | Fatal-Four Way Elimination Tag team match en Lockdown Cage Match                    | 8:51  |
| 3          | Mickie James défait Madison Rayne (c) | Lockdown Cage Match pour les Cheveux de Mickie vs TNA Women's Knockout Championship | 0:36  |
| 4          | Samoa Joe défait D'Angelo Dinero | Lockdown Cage Match                                                                 | 10:25 |
| 5          | Matt Morgan défait Hernandez | Lockdown Cage Match                                                                 | 8:13  |
| 6          | Jeff Jarrett défait Kurt Angle | 2 of 3 Falls Match, Lockdown Cage Match                                             | 22:37 |
| 7          | Sting (c) défait Rob Van Dam et M. Anderson | Lockdown Cage Match pour le TNA World Heavyweight Championship                      | 8:55  |
| 8          | Fortune (Beer Money, Inc., Kazarian et Christopher Daniels) défont Immortal (Matt Hardy, Bully Ray, Abyss et Ric Flair)                                  | Lethal Lockdown                                                                     | 22:52 |

## Sources
1. ↑  « slam.canoe.ca/Slam/Wrestling/P… »(Archive.org • Wikiwix • Archive.is • Google • Que faire ?).